# Samuel Sanders Teulon
Samuel Sanders Teulon (2 mars 1812 - 2 mai 1873) est un architecte néo-gothique anglais, connu pour son utilisation de la brique polychrome et la planification complexe de ses bâtiments.

## Famille
Teulon est né en 1812 à Greenwich, Kent, fils d'un ébéniste issu d'une famille huguenote française. Son frère cadet@ William Milford Teulon (1823-1900) est également architecte.

## Carrière
Il est stagiaire auprès de George Legg et travaille ensuite comme assistant de l'architecte George Porter, basé à Bermondsey. Il étudie également dans les écoles de dessin de la Royal Academy. Il crée son propre cabinet indépendant en 1838 et, en 1840, remporte le concours pour la conception de quelques hospices pour la Dyers 'Company à Ball's Pond, Islington. Après cela, sa pratique se développe rapidement. Au cours des années suivantes, ses travaux consistent principalement en des écoles paroissiales, des presbytères et des bâtiments similaires, principalement dans les Home Counties.
Il est un ami de George Gilbert Scott et devient membre du Conseil du Royal Institute of British Architects le 6 janvier 1835. Entre 1841 et 1842, il entreprend un long voyage d'étude en Europe continentale avec Ewan Christian (en) qui reste un ami de toujours et devient son exécuteur testamentaire. Horace Jones, qui est ensuite fait chevalier et devient architecte de la Corporation de la ville de Londres, et Hayter Lewis, plus tard professeur d'architecture à l'University College de Londres sont également en compagnie pendant la tournée,.
Il construit sa première église, le premier style anglais St Paul, Bermondsey, en 1846. Peu de temps après, il conçoit St Stephen, Southwark, un bâtiment adapté à son site carré en étant conçu sous la forme d'une croix grecque, avec les angles en retrait remplis par la tour, la sacristie, les allées du chœur. Les opinions religieuses de Teulon sont Low Church, et ses patrons sont principalement des membres de familles aristocratiques établies qui partagent sa vision. En 1848, il reçoit une commission du 7e duc de Bedford pour concevoir des cottages pour le domaine Thorney, et l'année suivante, il construit Tortworth Court, Gloucestershire, un manoir important dans une sorte de style néo-Tudor, avec une grande tour centrale, pour le comte de Ducie. Il travaille aussi pour John Sumner, archevêque de Cantorbéry, qui commande l'église Christ Church à Croydon le duc de Marlborough, pour qui il réaménage la chapelle du palais de Blenheim en 1857-1859 le 10e duc de St Albans et le prince Albert.
Il remodèle plusieurs églises démodées du XVIIIe siècle pour les adapter aux goûts contemporains. Archibald Tait, l'évêque de Londres, salue ses modifications à St. Mary's, Ealing, comme "la transformation d'une monstruosité géorgienne en l'apparence d'une basilique byzantine".
En plus des églises néo-gothiques, il conçoit plusieurs maisons de campagne et même des villages complets, comme à Hunstanworth dans le comté de Durham en 1863.

## Style
Malgré sa formation classique, les premières conceptions de Teulon imitent principalement les styles Tudor et élisabéthain, et il devient rapidement un adepte enthousiaste des derniers développements du néo-gothique. Il est un utilisateur enthousiaste de la brique polychrome. Sa planification est souvent élaborée : Henry-Russell Hitchcock appelle son manoir à Elvetham Park dans le Hampshire "si complexe dans sa composition et si varié dans ses détails qu'il défie tout à fait la description". Certains de ses travaux ultérieurs sont cependant plus sobres : par exemple à l'Église Saint-Stephen de Rosslyn Hill, Hampstead, (1869-1876) l'extérieur est en brique brun-violet, de tons subtilement variés avec garniture de pierre légère. La masse du bâtiment est également plus simple que dans ses conceptions antérieures.

## Décès
Pendant les 20 dernières années de sa vie jusqu'à sa mort le 2 mai 1873 Teulon vit dans l'un des quatre manoirs géorgiens sur Hampstead Green qui sont démolis au début du XXe siècle pour faire place à l'hôpital général de Hampstead, qui est lui-même démoli dans les années 1970 et remplacé par le Royal Free Hospital. En face de sa maison, il conçoit l'Église Saint-Stephen de Rosslyn Hill. Il est enterré du côté ouest du cimetière de Highgate non loin du caveau familial de son ancien voisin de Hampstead Green, Rowland Hill.
Son arrière-arrière-arrière-arrière-neveu, Alan Teulon, publie un livre sur le SS Teulon en 2009 Il a quatre fils et quatre filles.

## Galerie

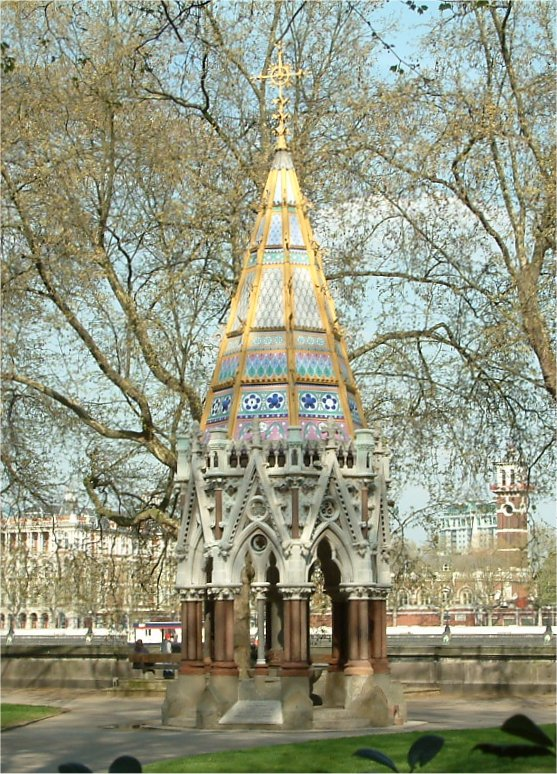
Buxton Memorial Fountain à Victoria Tower Gardens, Londres, conçu par SS Teulon, célébrant l'émancipation des esclaves dans l'Empire britannique en 1834.
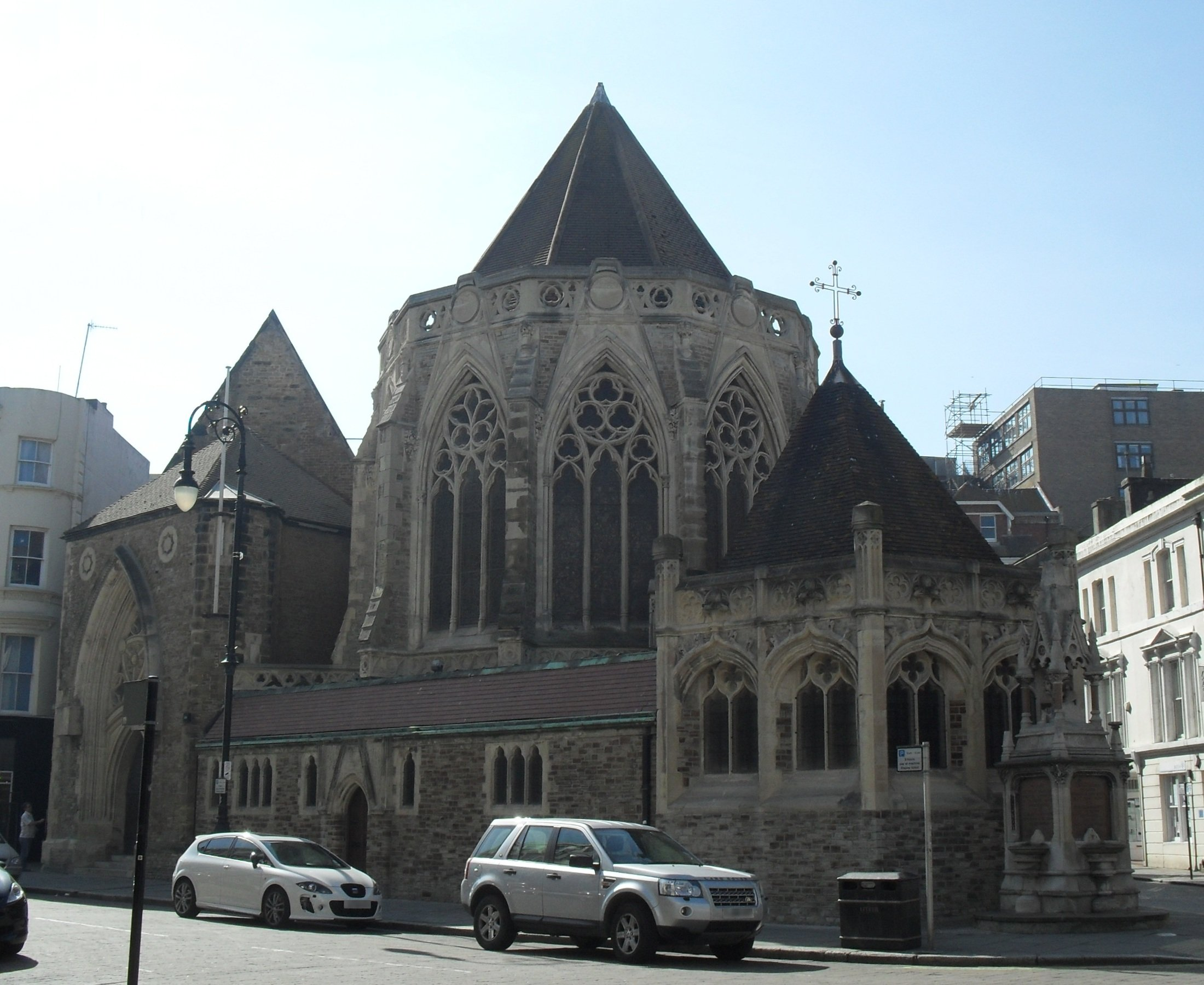
[L'église paroissiale de la Sainte Trinité à Hastings, East Sussex
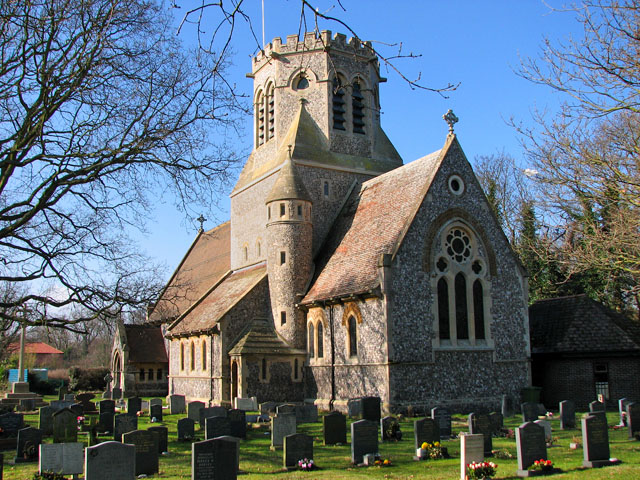
Église St Margaret, Hopton-on-Sea, Norfolk
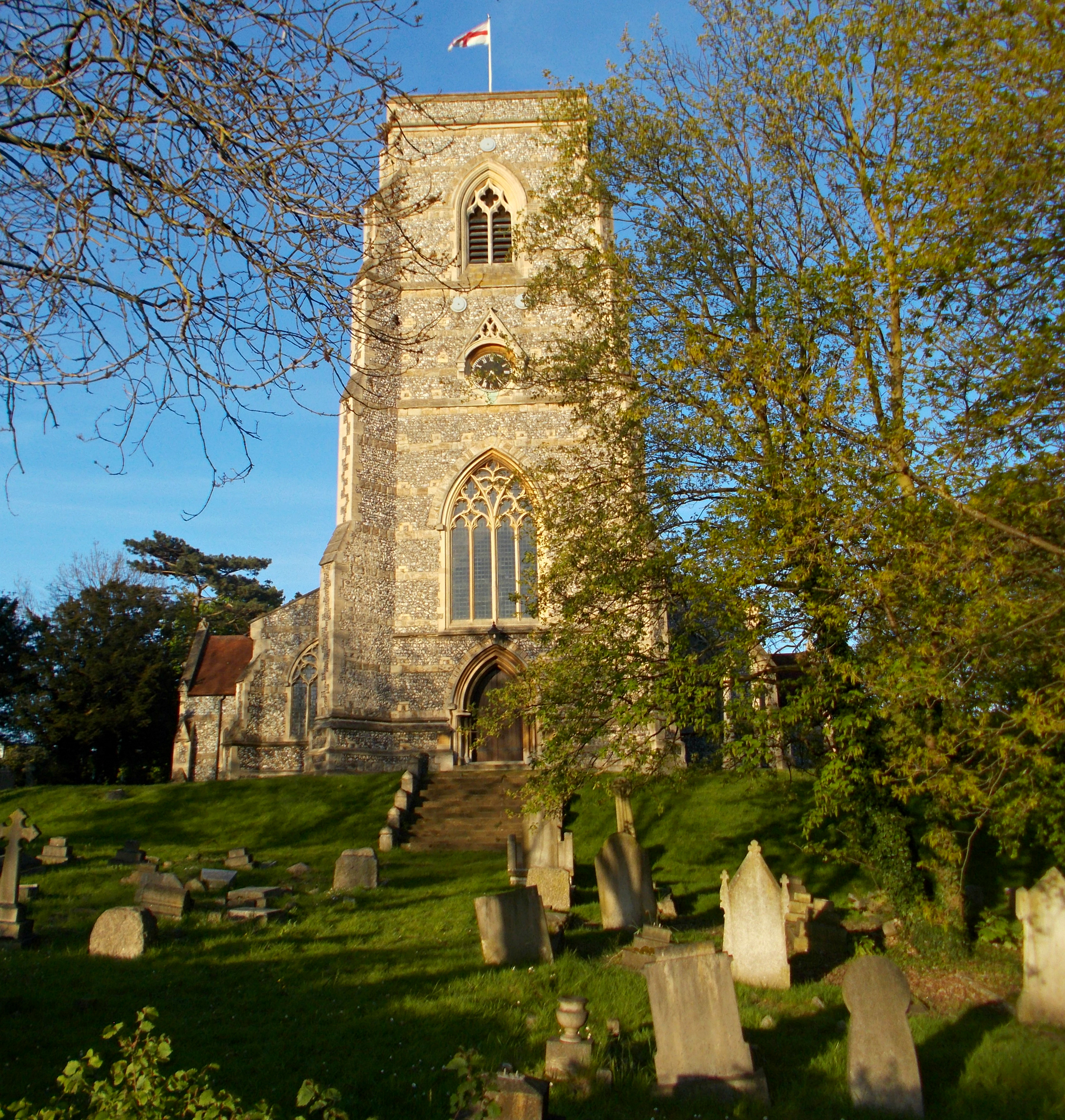
All Saints Church, Benhilton, Sutton, Grand Londres
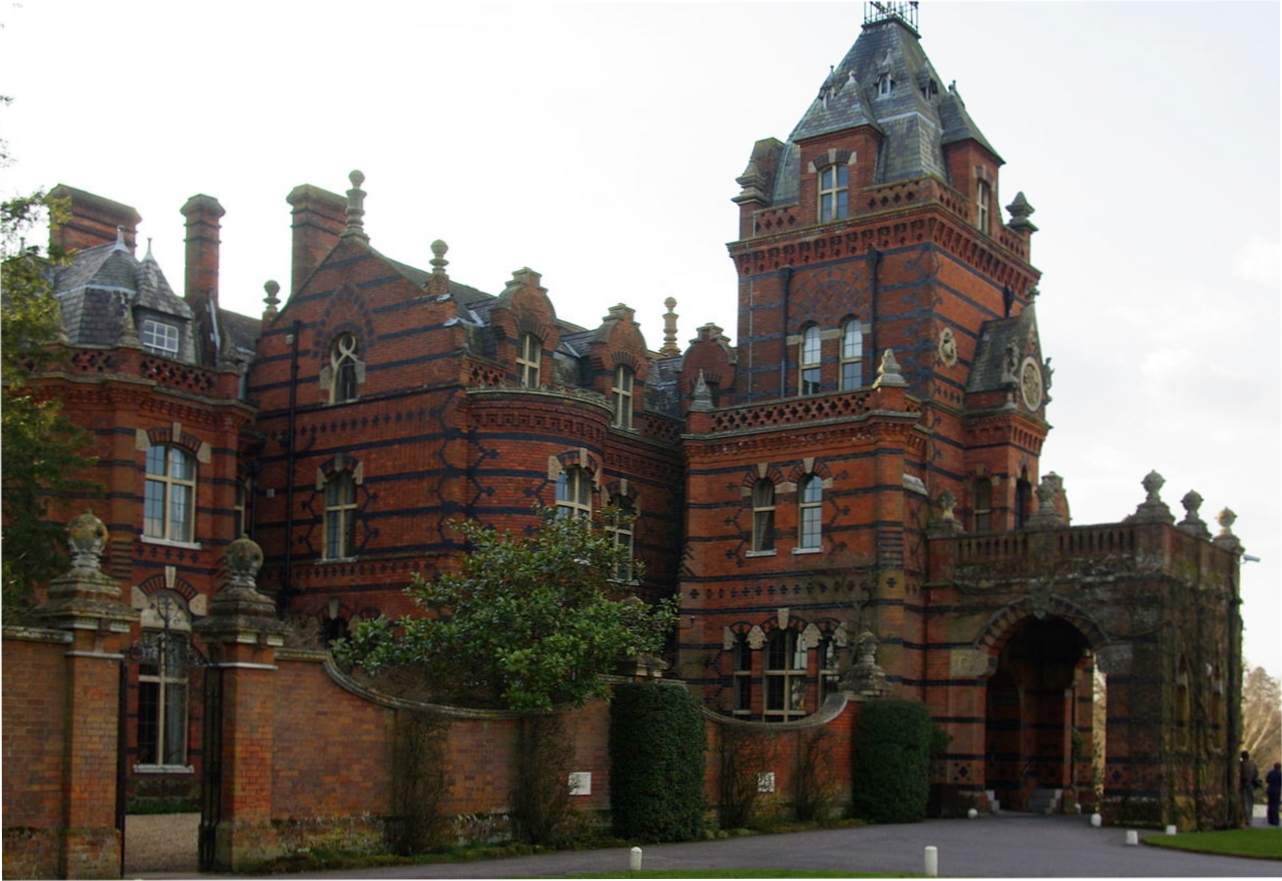
Elvetham Hall, Hampshire
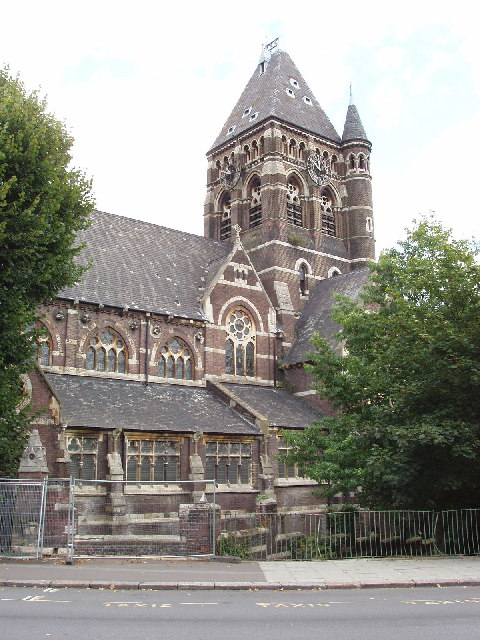
Église Saint-Stephen de Rosslyn Hill, à Hampstead, au nord de Londres
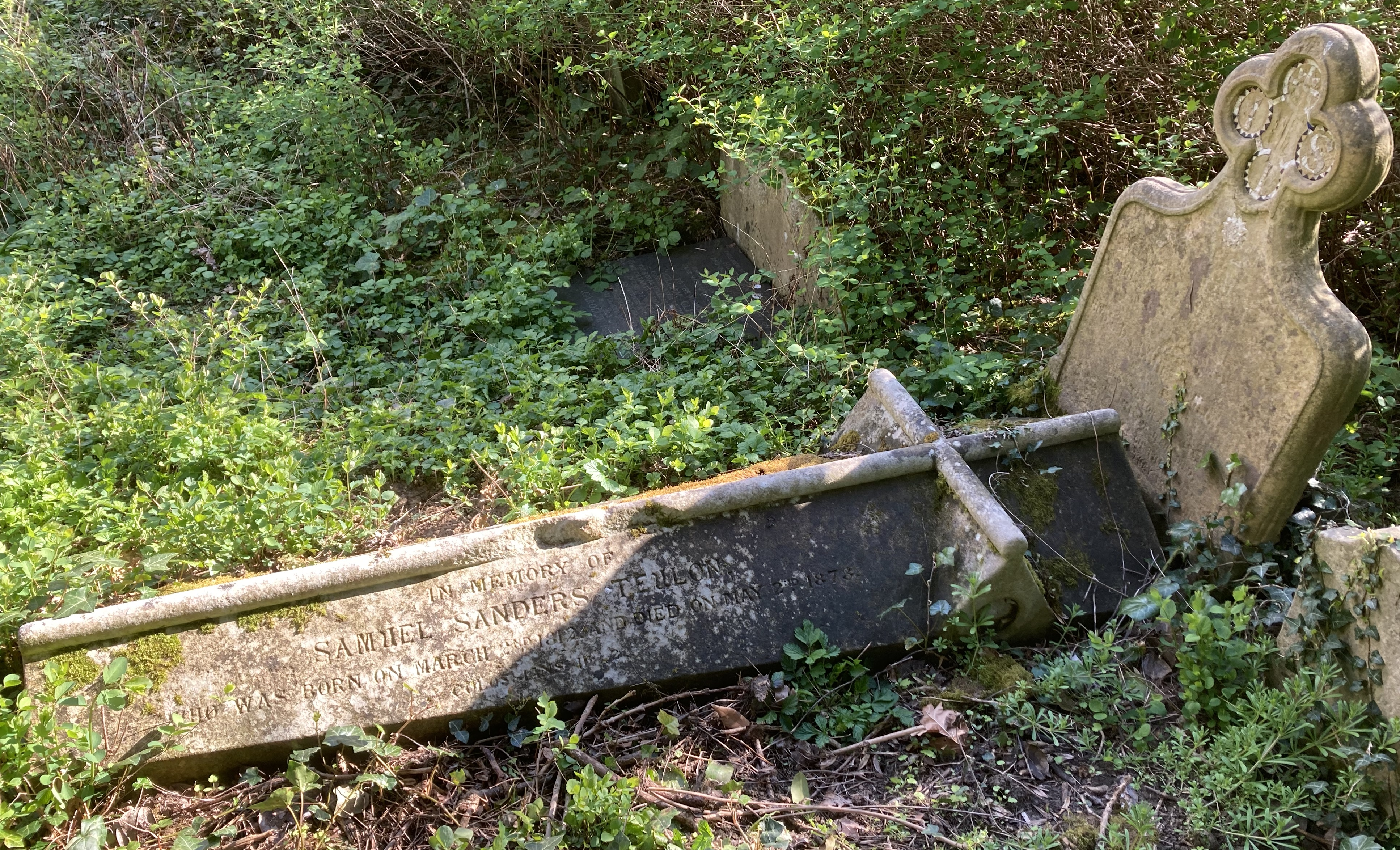
Tombe de Samuel Sanders Teulon au cimetière de Highgate